# Aire marine protégée du courant Atlantique Nord et du mont sous-marin Evlanov
L'aire marine protégée du courant Atlantique Nord et du mont sous-marin Evlanov ou AMP NACES pour aire marine protégée North Atlantic Current and Evlanov Seamount, est une aire marine protégée créée le 1er octobre 2021 et située dans l'océan Atlantique Nord, entre l'Amérique du Nord et l'Europe, au large de Terre-Neuve à l'ouest, du Groenland au nord et des Açores au sud-est. D'une superficie d'environ 600 000 km2 soit approximativement celle de la France, elle vise à protéger la faune et la flore marine, notamment cinq millions d'oiseaux de mer qui séjournent ou transitent dans le secteur. Il tient son nom de la dérive nord atlantique et du mont sous-marin Evlanov.